# نارین قلعه (میبد)
نارین‌ قلعۀ میبد معروف‌ترین اثر تاریخی و باستانی شهر میبد است. همچنین این قلعه با نام کهن دژ و به گویش محلی نارنج قلعه نیز شناخته میشود. این قلعه دیدنی با قدمتی حدود ۴۰۰۰ سال پیش از میلاد، کهن‌ترین ارگ حکومتی جهان می‌باشد. همچنین نارین‌ قلعه بزرگترین بنای خشتی و گلی به جا مانده از دوران قدیم در سراسر جهان است.

## پیشینه
پیشینه طولانی آن باعث شده هویت اسطوره ای یافته تا جایی که جعفری، نخستین تاریخ‌نویس استان یزد (قرن هشتم) ساخت نارین قلعه را به سلیمان نبی نسبت داده‌است. او با بیان افسانه‌ای، علت ساخت نارین قلعهٔ میبد توسط سلیمان نبی را پنهان کردن گنج وی بازگو می‌کند، هرچند مسلم است که این ماجرا تاریخی نبوده و وجه افسانه‌ای داشته‌است. این دژ قدیمی که برفراز تپه ای مشرف بر شهر میبد احداث شده، تمامی بنای آن از خشت و گل ساخته شده و معماری آن به شکل مطبق (طبقه طبقه) است.

## مساحت
مساحت این قلعهٔ هفت‌ طبقه، سه هکتار و دارای برج و بارو و دربندهای متعدد است و بالای تپه‌ای مسلط بر شهر میبد قرار دارد. قطر پایین‌ترین حصار قلعه که قسمت بزرگی از آبادی میبد را در بر می‌گرفت، پنج و در بعضی قسمت‌ها به بیست متر می‌رسیده‌است. نارنج‌قلعه دارای اتاق‌های متعددی بوده‌است که در حال حاضر قسمت‌هایی از این اتاقک‌های کوچک تودرتو، موجود است و بسیاری از آنها نیز به علت قرار گرفتن در طبقات پایین و ریختن راهروها هنوز کشف نشده‌است. ابعاد خشت‌هایی که در ساخت این بنا مورد استفاده قرار گرفته‌است با یکدیگر متفاوت بوده و همین امر بیان‌کنندهٔ ساخت و تکمیل قلعه در دوران مختلف تاریخی است. برخی از این خشت‌ها که احتمال می‌رود در دوران مادها استفاده شده باشند، از ابعادی برابر با ۱۰–۲۴–۴۰ سانتی‌متر برخوردارند.

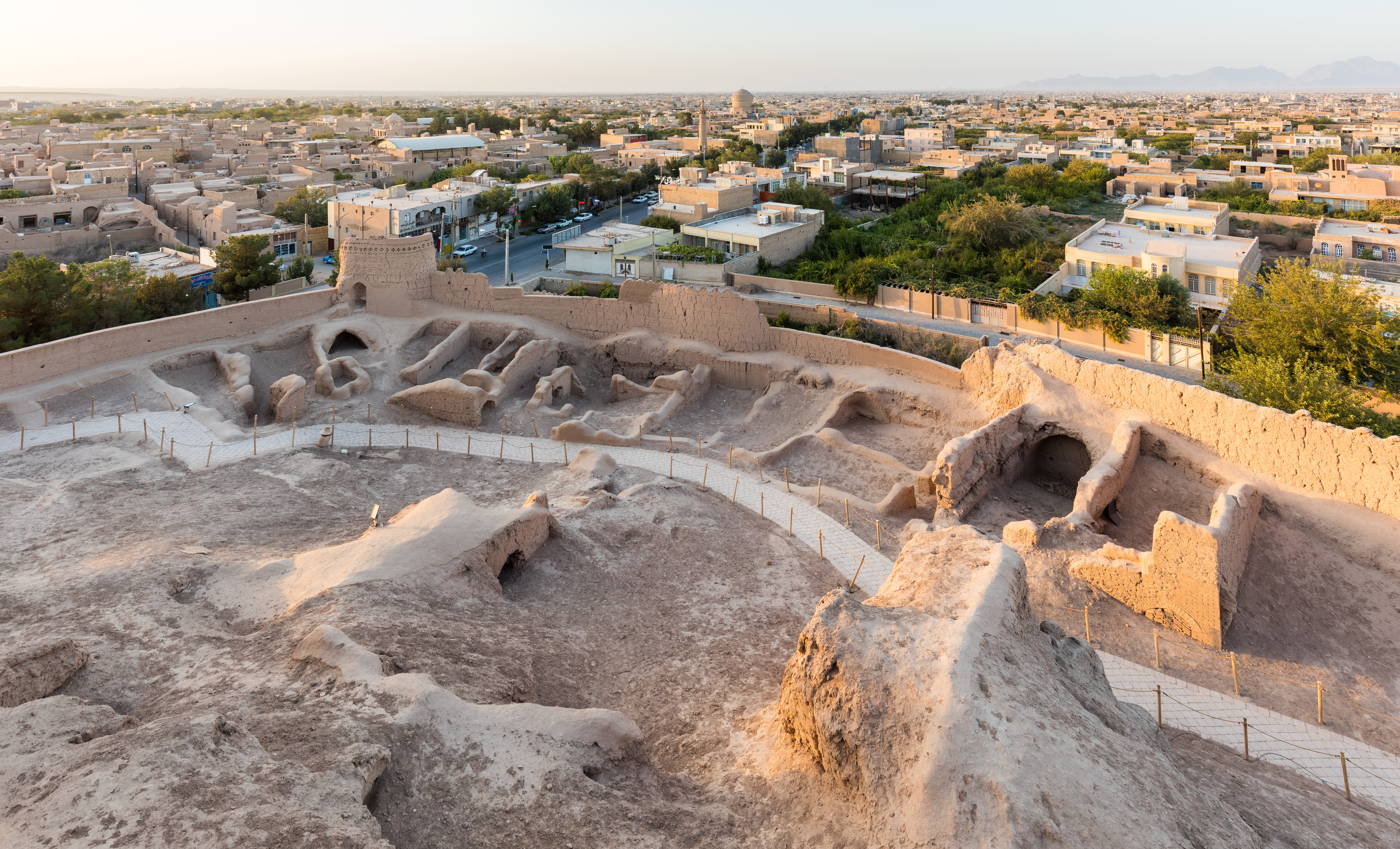
نمایی از چشم‌ انداز در بالای قلعه

## ساختار
نارین قلعه چهار برج گرد بلند دارد و باید دانست که آنچه امروز از آن باقی مانده قسمت مرکزی آن است این قلعه تقریباً در ۵ مرحله ساخته شده‌است. قدیمی‌ترین بخش بنا فضاهایی هستند که در دل زمین کنده شده‌اند و درگویش محلی به آنها «بوکن» گفته می‌شود و پایین‌ترین بخش آن را تشکیل می‌دهند.
کاوش‌گران طی حفاری‌های صورت گرفته در این مکان، پاره‌سفالی کشف کردند که بیانگر اطلاعات مهم و زیادی در مورد تمدن و قدمت این عمارت کهن است. به نظر می‌رسد روی این پاره‌سفال تصویر موجودی نیمه انسان-نیمه حیوان نقش بسته‌است که شباهت بسیاری به نقش‌نگاره‌های هزارهٔ سوم قبل از میلاد مسیح که متعلق به تمدن عیلامی‌ها است، دارد.
کارشناسان معماری براین عقیده‌اند که قرارگیری و احداث نارین قلعه روی زمینی بکر صورت نگرفته بلکه روی بنایی قدیمیتر ساخته شده‌است. می‌توان آثاری از معماری را که به صورت ساختارخشتی در این مکان انجام شده‌است، در بخش‌ها و لایه‌های زیرین، قسمت‌های زیر دیوار شمالی و بخش شاه‌نشین مشاهده کرد که نشان از مجموعه‌ای بسیار مهم و ارزشمند دارد. جالب است بدانید که این ساخت و سازها نیز روی بخشی که به نظر می‌رسد از قدمت بیشتری برخوردار است، صورت گرفته‌است. البته می‌توان دلیل این ادعا را حضور آثاری که بر اثر سوختگی و تنور و همچنین تعدادی سفال مربوط به دوران آهن که در زیر سازهٔ خشتی وجود دارد، مشاهده کرد. به نظر می‌رسد که این بنای تاریخی در دوران مختلف مورد ساخت و سازهای متعددی قرار گرفته که نشان‌دهندهٔ زمان احداث، گسترش و ترمیم و مرمت‌های مختلف صورت گرفته در آن خواهد بود. هر چند بخش‌های زیرین که به نظر می‌رسد متعلق به دوران کهن است، به دلیل مستور بودن یا قابل دسترسی نبودن همچنان نامشخص است؛ ولی کارشناسان باستان‌شناسی بر این باورند که تودهٔ خشتی وسیع قرار گرفته روی آن متعلق به دوران حکومت ساسانیان است. آن‌ها مهر کشف شده و کتیبهٔ پهلوی مربوط به آن را دلیل این ادعا بیان کرده که با خشت‌هایی با ابعاد ۱۲*۲۸*۴۲ ساخته شده‌است. 
در واقع می‌توان گفت که نارین‌قلعه از دو قسمت اصلی برای سکونت و زندگی تشکیل شده‌است که به دو بخش بالایی و پایینی شهرت دارد. در بخش پایینی خسارات و خرابی‌های بسیاری صورت گرفته‌است که می‌توان به بخش مردم‌نشین، مسجد، حمام و گذرگاه‌ها و دیگر بخش‌های شهری اشاره کرد که امروزه اثری از آن‌ها باقی نمانده‌است که به این بخش در معماری شهری شارستان می‌گویند. این درحالی است که در بخش بالایی که به حاکم‌نشین معروف است، عمارات و مکان‌هایی در سه طبقه احداث شده‌است که از دربند سوم شروع و با حرکتی حلزونی شکل در بخش شاه‌نشینی که به شاه‌نشین مظفری معروف است، پایان می‌یابد. نور تأمین شدهٔ فضاهای سرپوشیده نیز به صورت سوراخ‌هایی که به عنوان روزنه در بخش‌های بالایی دیوارها قرار گرفته‌اند، ایجاد می‌شود. نارین قلعه‌ها ویا شهر قلعه‌ها که در مناطق مختلف ایران به چشم می‌خورند، نوعی تاریخ شهرسازی مصوری هستند که از دوران باستان برای ما به یادگار مانده‌است. نارین‌قلعۀ میبد نیز بعد از ارگ بم بزرگترین شهر قلعهٔ خشتی ایران است که دارای ساختاری همانند ساختار ارگ بم بوده و به همان اندازه زیبا و شکیل که چشم هر بیننده‌ای را در شهر زیبای میبد می‌نوازد.

## ظهور اسلام
هم چنین نارین قلعه در بدو دوران ظهور اسلام نیز از ارزش و اهمیت بسیاری برخوردار بوده‌است که می‌توان از آن به عنوان مکانی مستحکم و غیرقابل نفوذ در مقابل دشمنان و بیگانگان یاد کرد.
همچنین به نظر می‌رسد که در دوران اوایل ظهور اسلام، این قلعه را به عنوان محل سکونت مورد استفاده قرار می‌دادند. چراکه می‌توان بخش‌هایی از معماری قرن چهارم و پنجم هجری قمری را در این مجموعه مشاهده کرد. هرچند به نظر می‌رسد عملیات تعمیر، مرمت و ساخت در نارین قلعه، در دوران حکومت آل مظفر به پایان رسیده‌است. ازجمله این بازسازی‌ها را می‌توان در بخش شاه‌نشین، مردم‌نشین، برج و باروها و خندق مشاهده کرد. معماران معتقدند مرمت‌هایی که در این قسمت‌ها صورت گرفته بدون درنظر گرفتن اصول درست معماری و غیر مستحکم بوده که به صورت دیوارهایی به صورت چینه و خشت مشاهده می‌شود. آن‌ها معتقدند سازندگان، این مرمت‌های غیراصولی را با شتاب و عجله انجام داده‌اند. حضور چاهی بسیار قدیمی با ابعادی برابر با ۱*۳۰*۳۰۱ سانتیمتر است که از شکل هندسی چهارضلعی برخوردار بوده‌است.

## شبکه‌های زیرزمینی
از نکات جالب و قابل توجهی که در مورد این مکان تاریخی باشکوه وجود دارد، می‌توان به حضور شبکه‌های زیرزمینی قابل تردد اشاره کرد که طراحان و معماران آن دوران، آن‌ها را برای تدارک و فراهم کردن نیاز‌های زندگی افراد از جمله آب و غذا ایجاد کرده‌اند؛ راه‌هایی که گفته می‌شود هرگز توسط هیچ بیگانه و متجاوزی فتح نشده‌است.

## قدمت

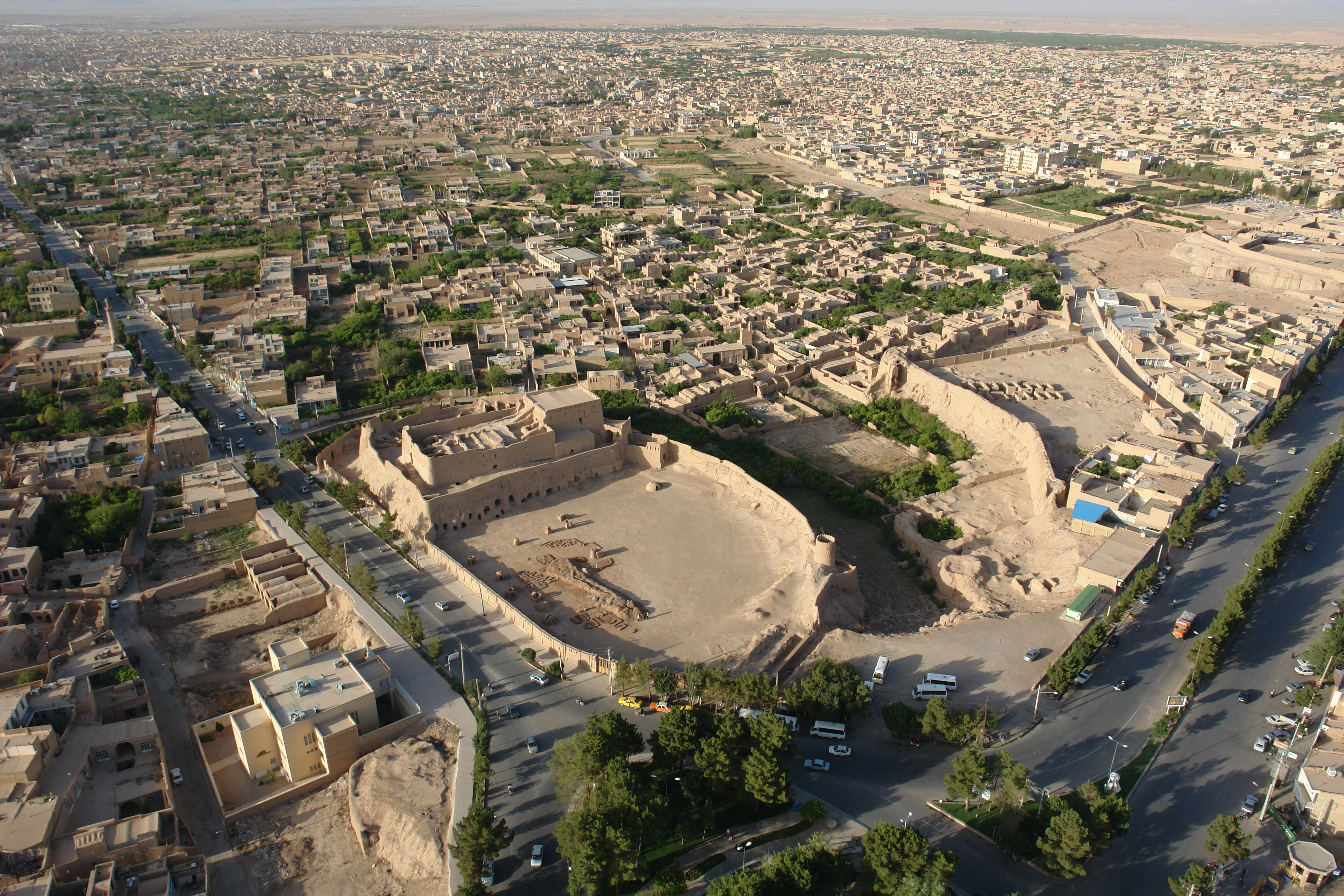
نارین قلعه (میبد)

برخی از باستان‌شناسان، قدمت سکونت در این مجموعهٔ تاریخی را حدود سه تا چهار هزار سال قبل از میلاد برآورد کرده‌اند. براساس قدمت بیان شده، به نظر می‌رسد نارین‌قلعه از کهن‌ترین تمدن بشری تاریخ یزد برخوردار است.
این اثر تاریخی در میبد، میدان شهرداری واقع شده و در تاریخ ۸ مرداد ۱۳۵۴ با شمارهٔ ثبت ۱۰۸۶ به‌عنوان یکی از آثار ملی ایران به ثبت رسیده‌است.

## نگارخانه

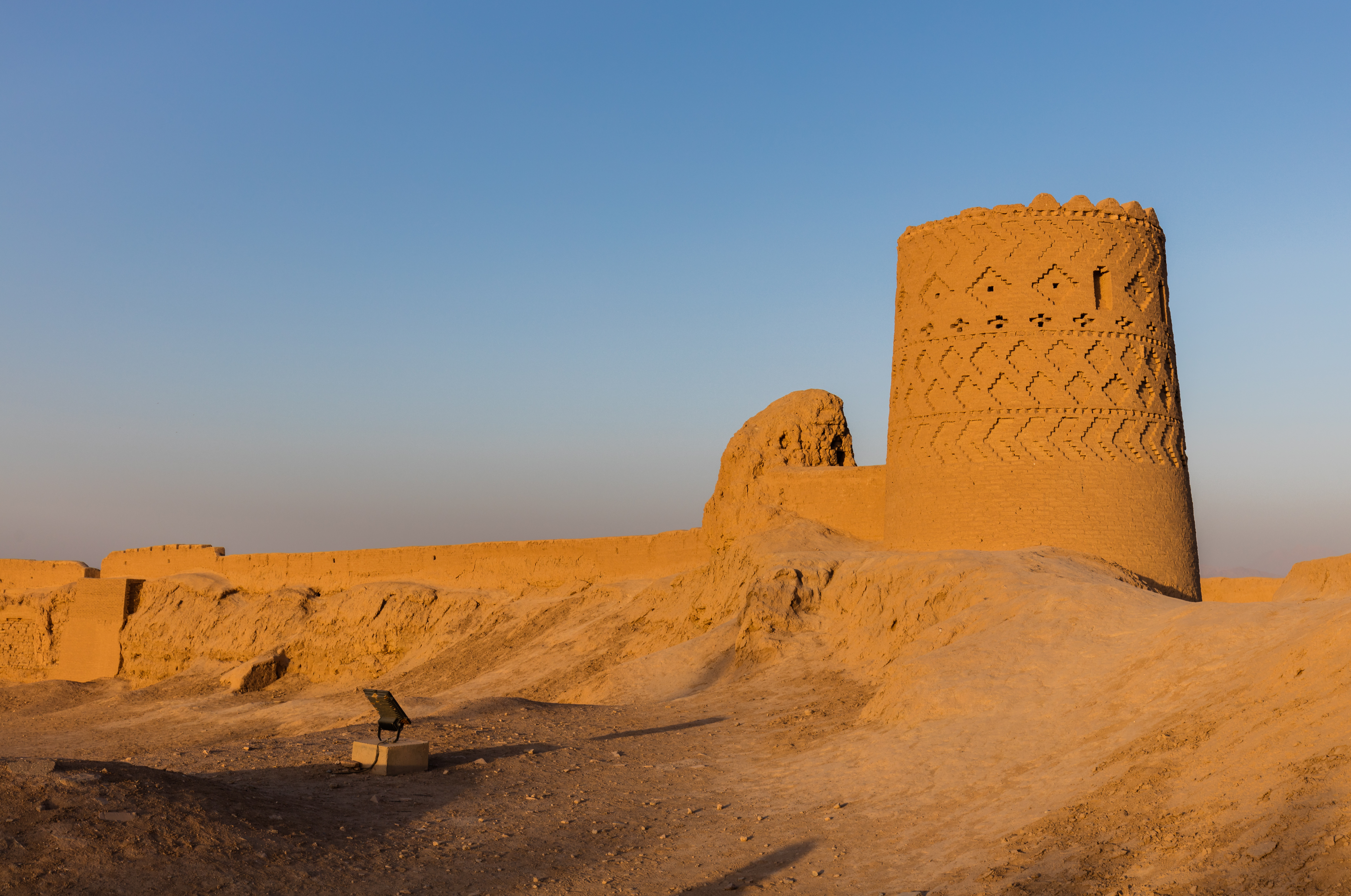
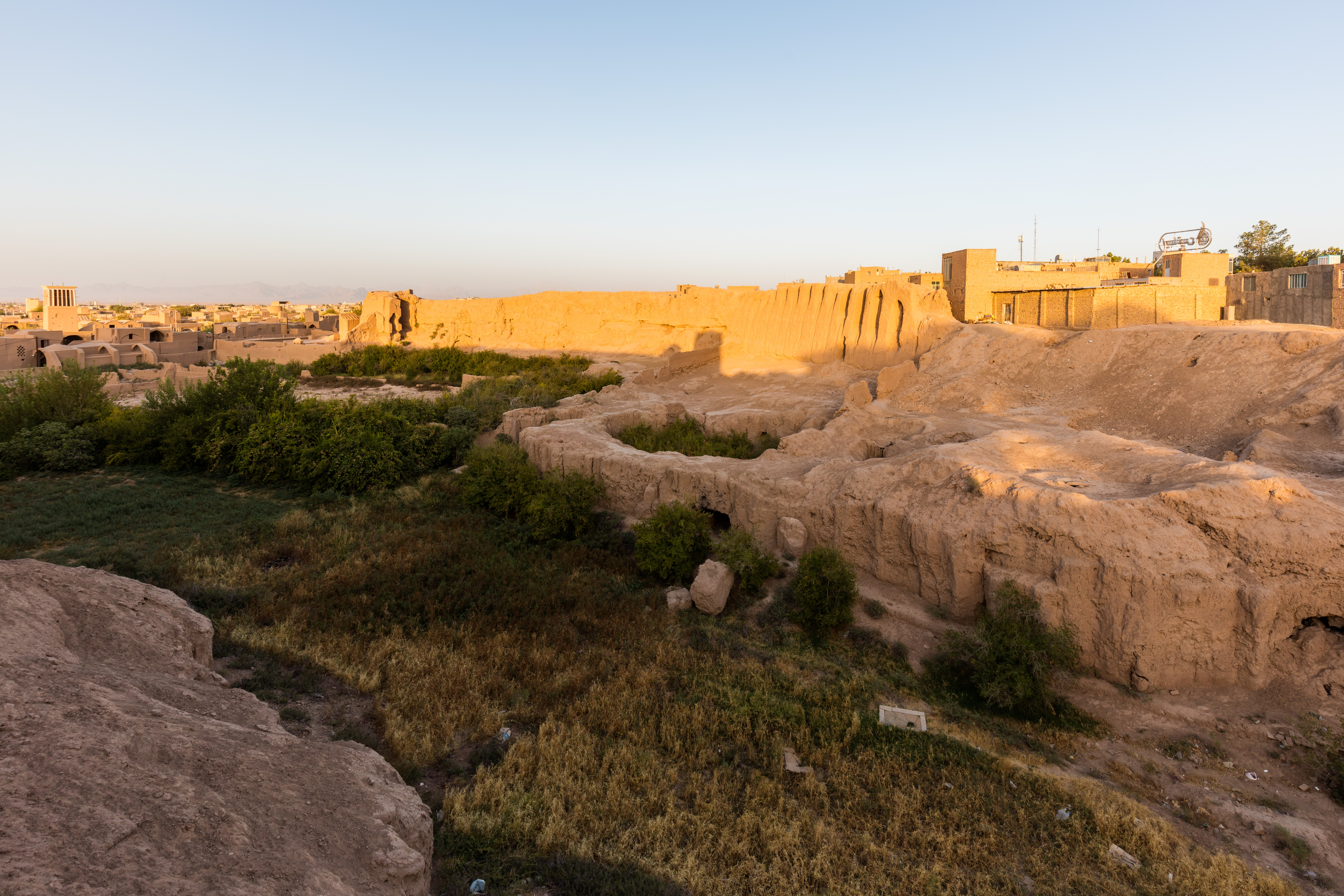
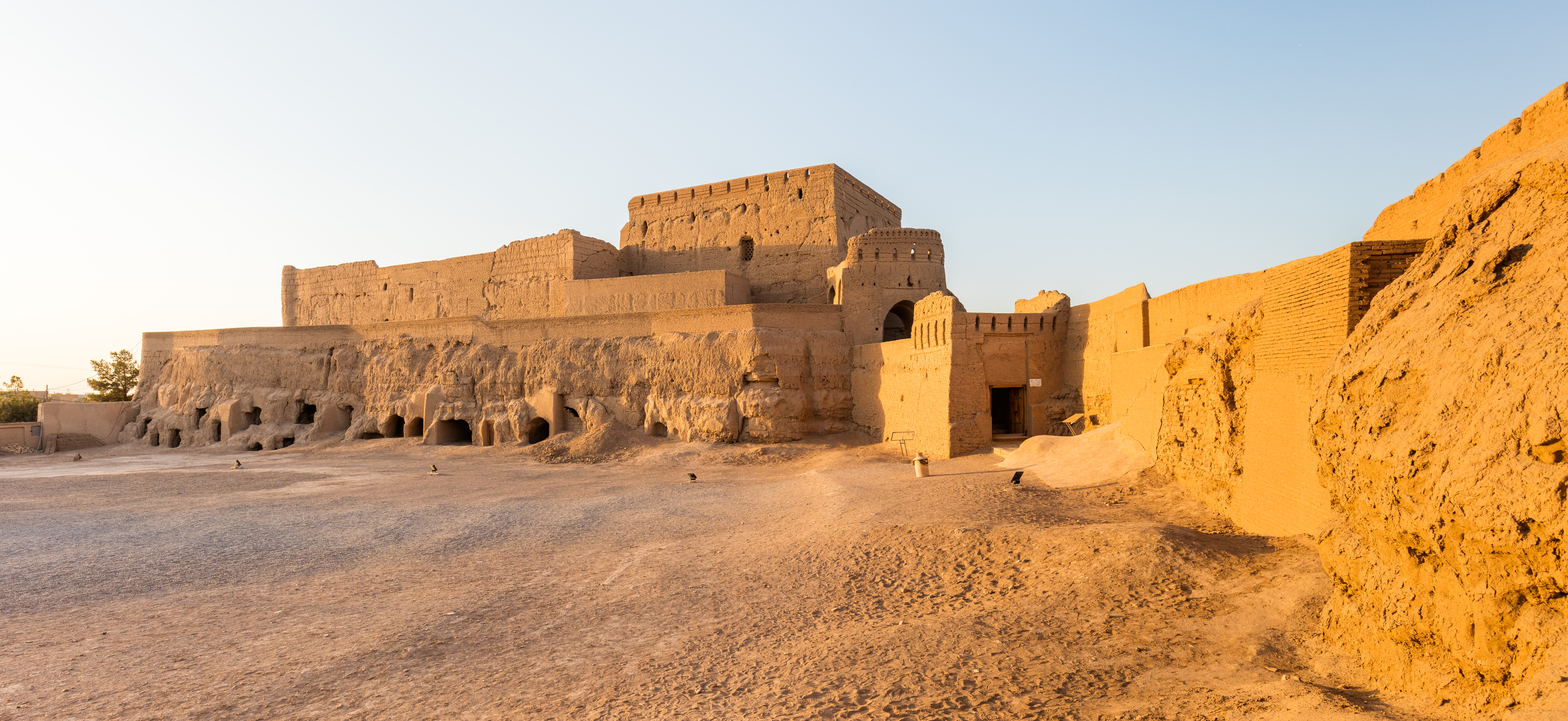
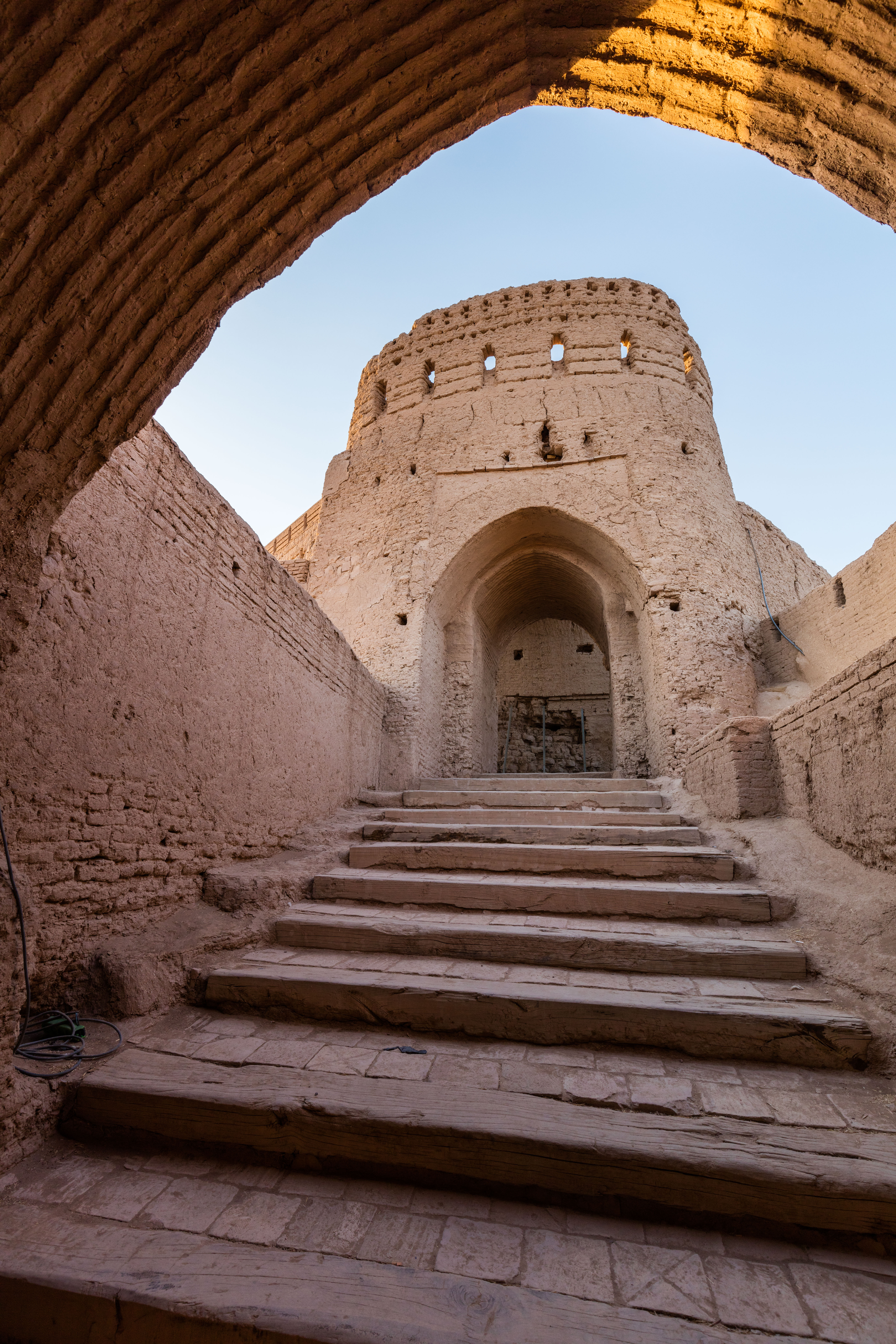
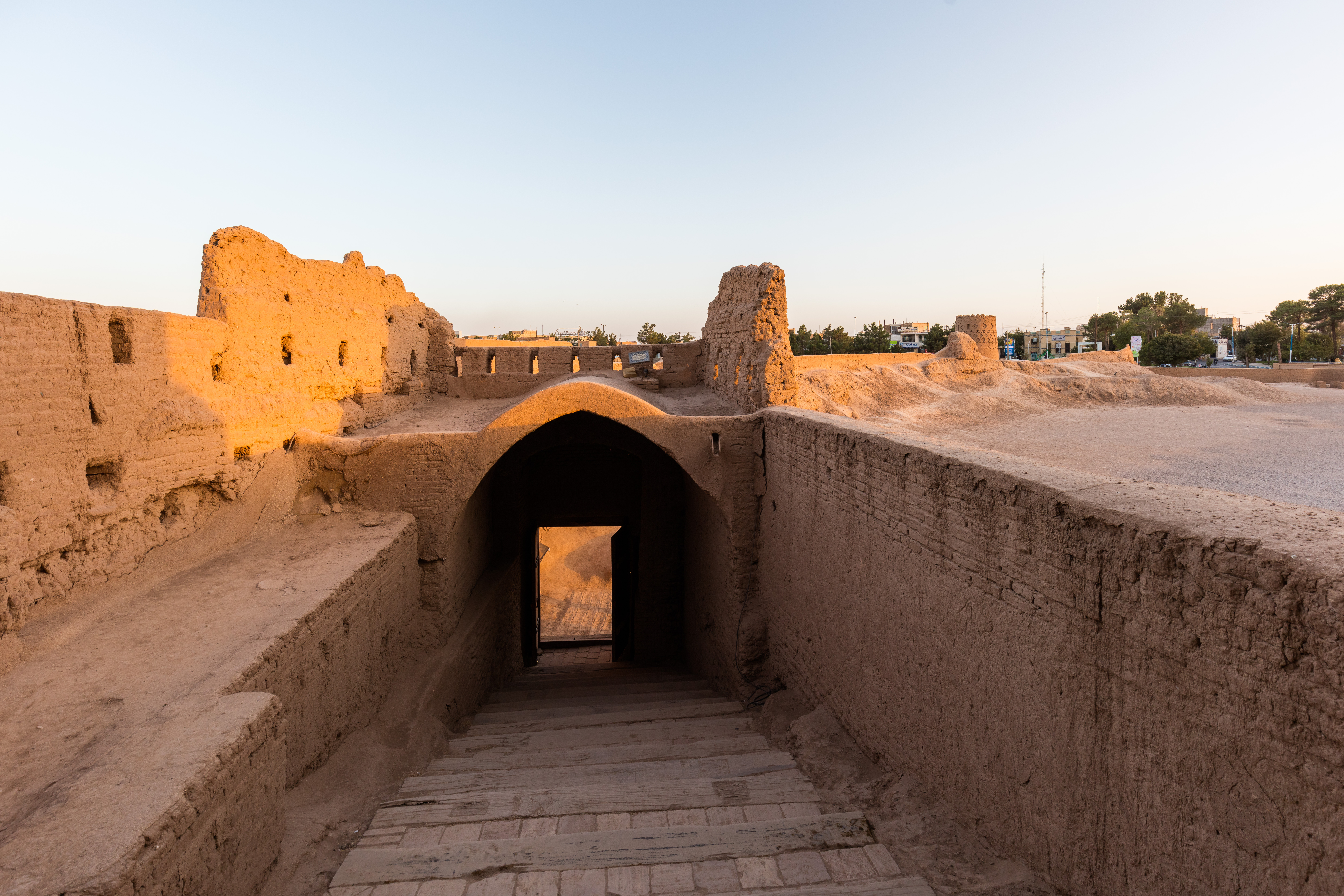
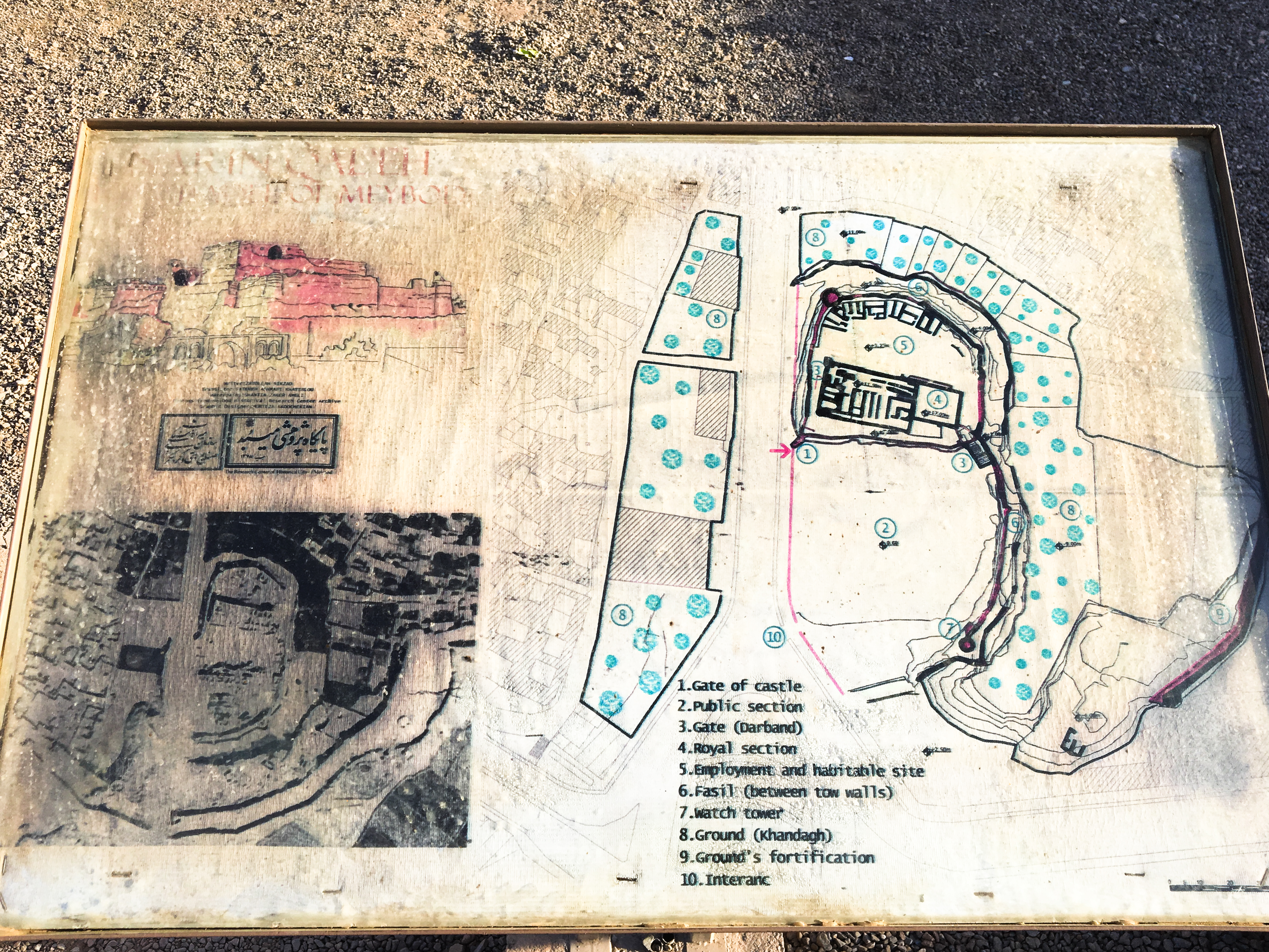
نارین قلعه شهر میبد - نقشه و اطلاعات قلعه
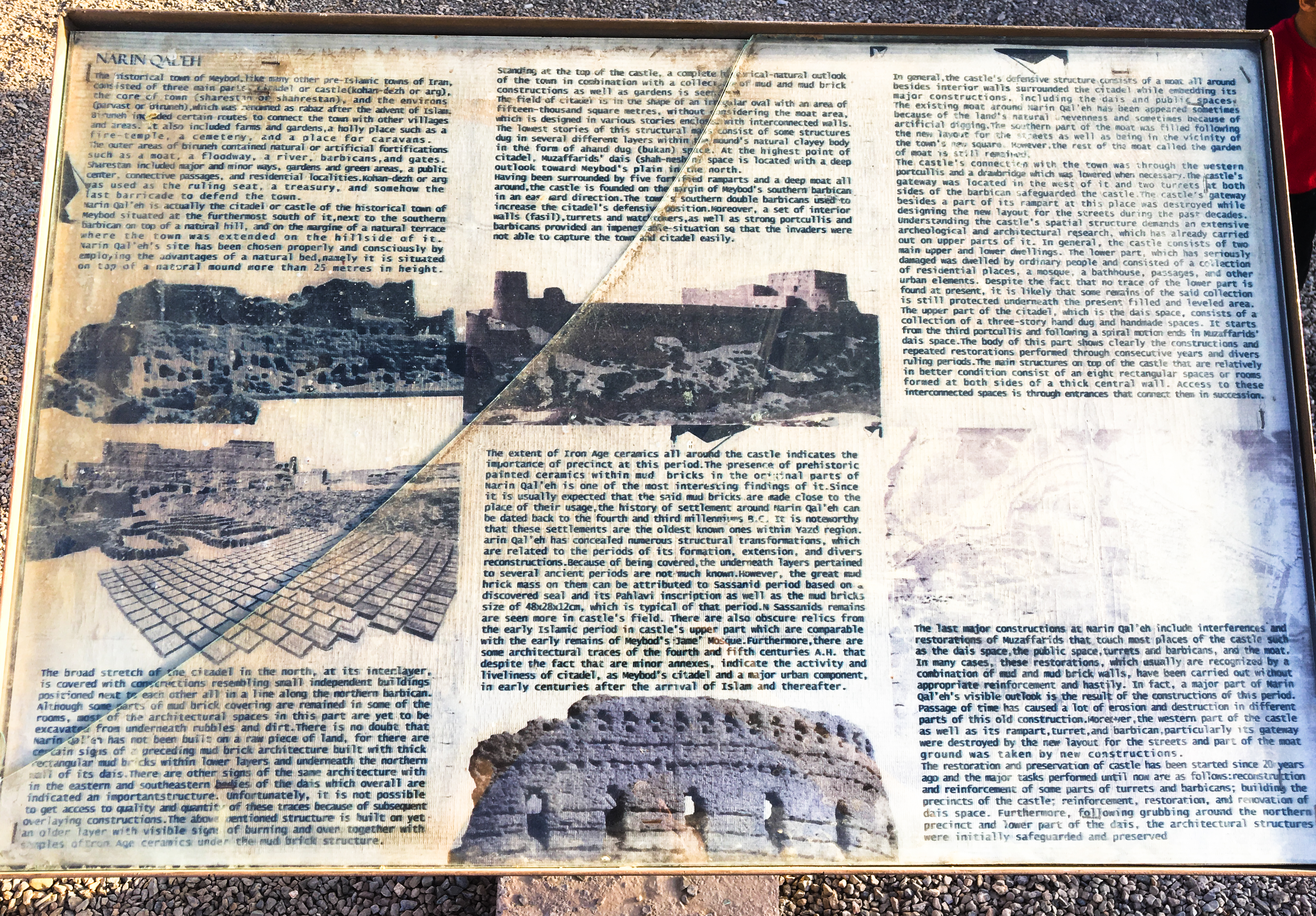
نارین قلعه شهر میبد - نقشه و اطلاعات قلعه
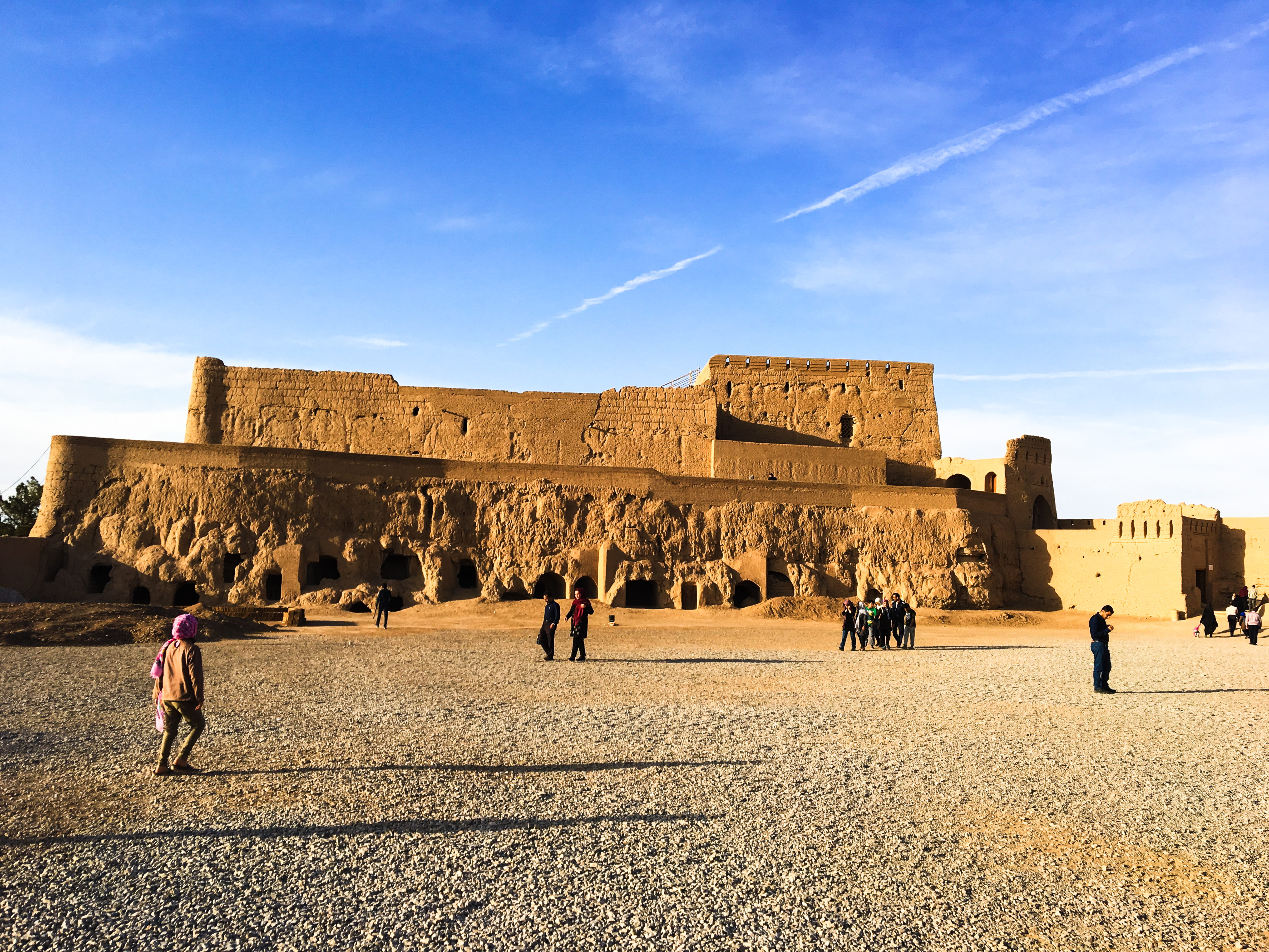
نارین قلعه شهر میبد - نمایی از ورودی قلعه
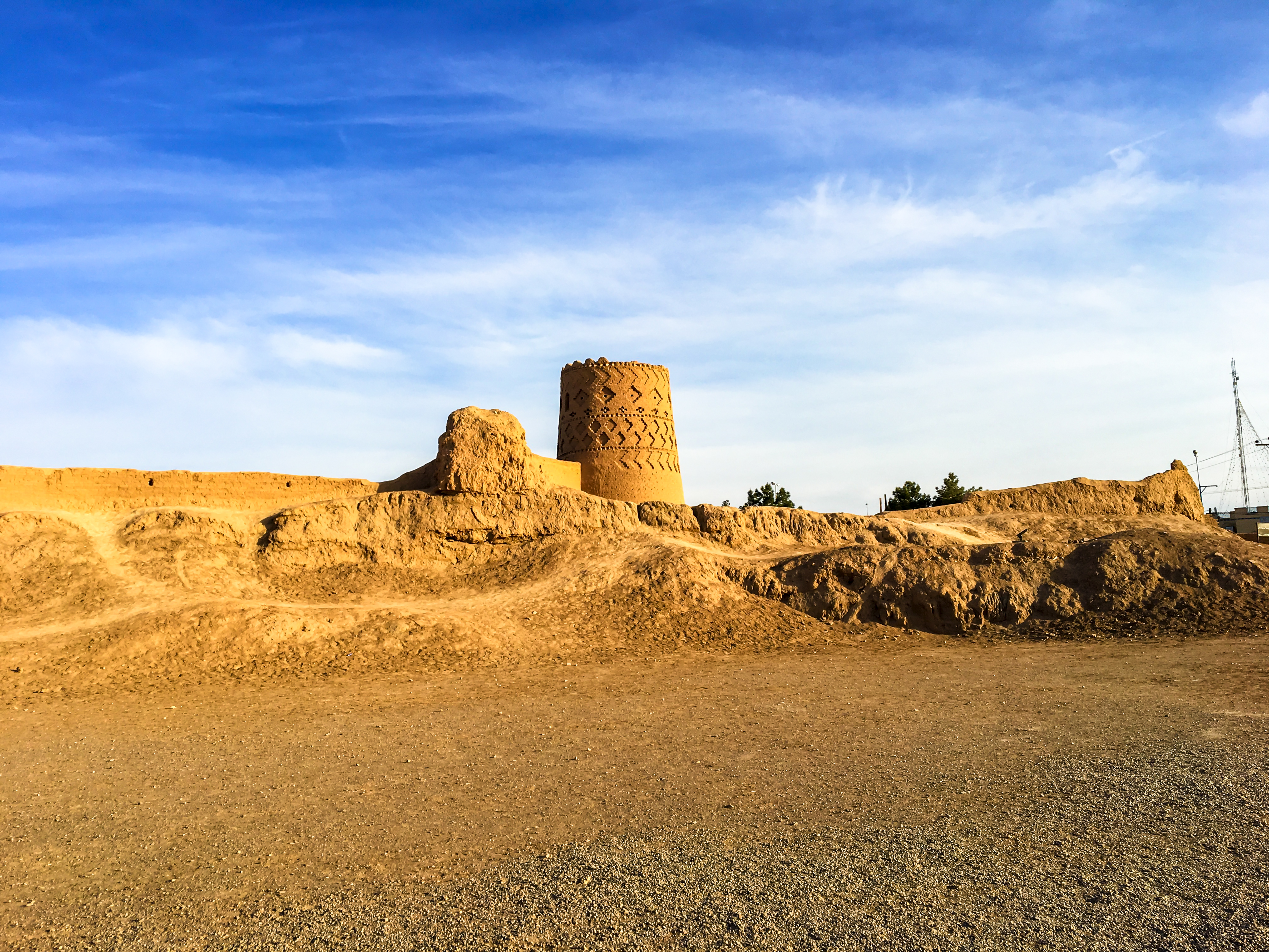
نارین قلعه شهر میبد
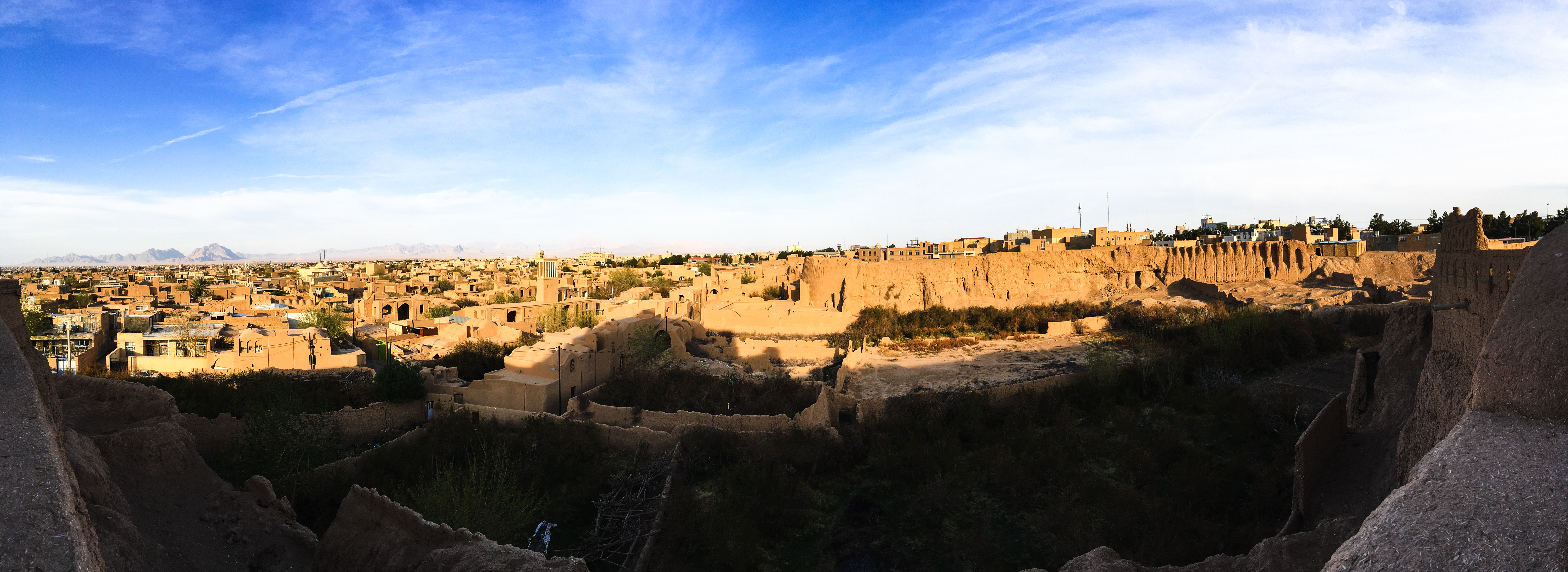
نارین قلعه شهر میبد - تصویر پاناروما از شهر میبد و پشت قلعه از بالای قلعه
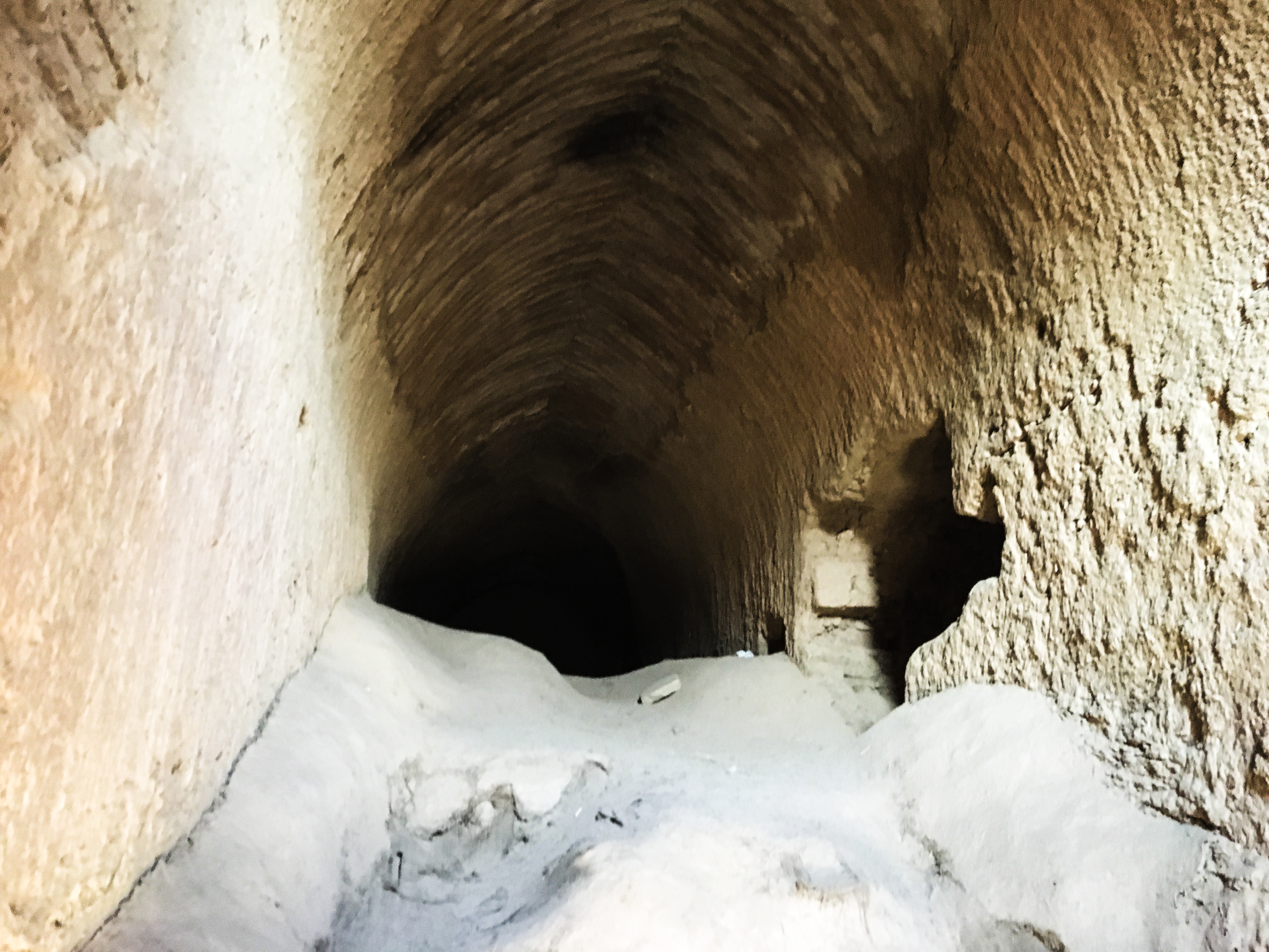
نارین قلعه شهر میبد - تصویری از تونل‌های درون قلعه
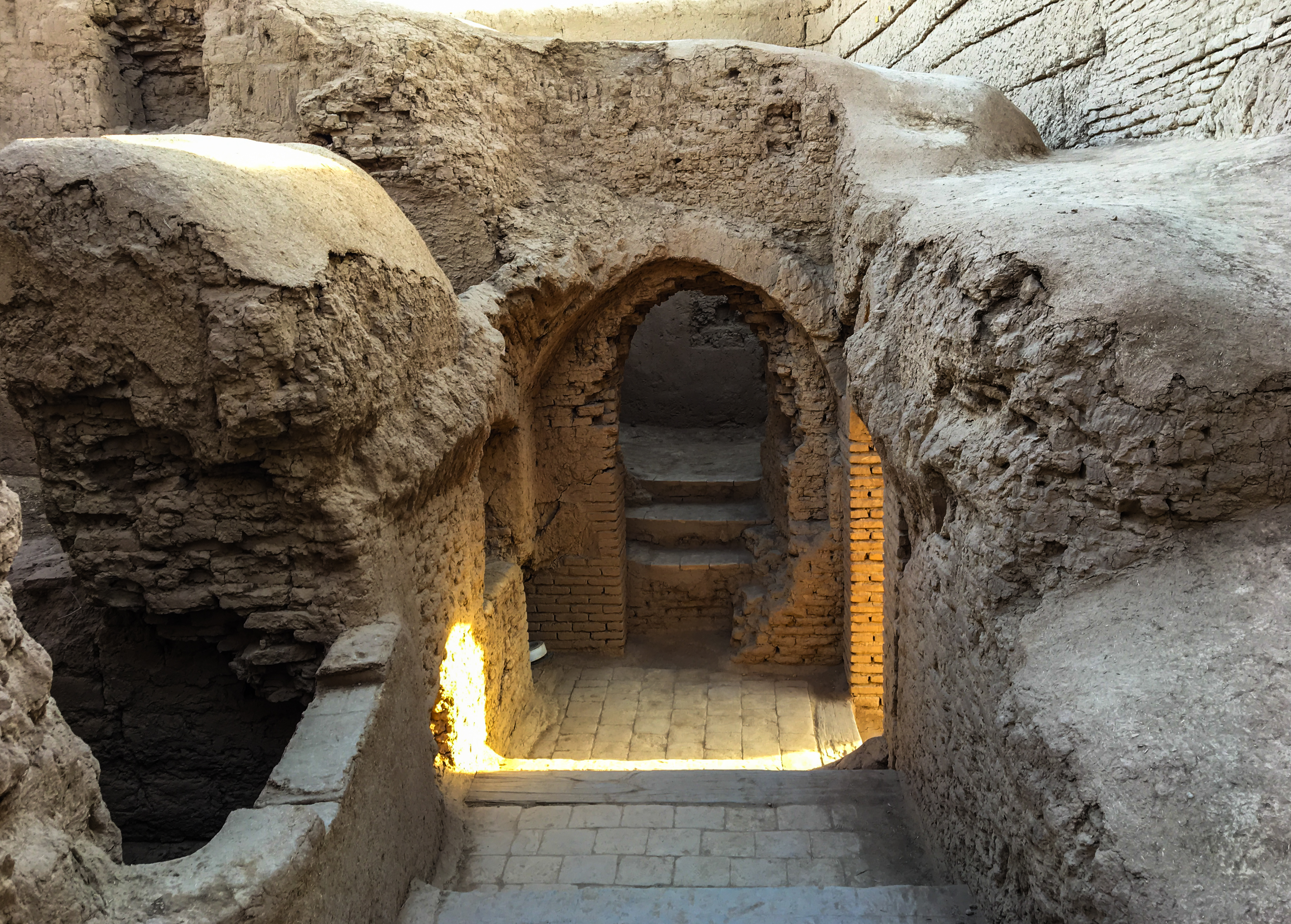
نارین قلعه شهر میبد - تصویری از درون قلعه - قسمت بالایی قلعه
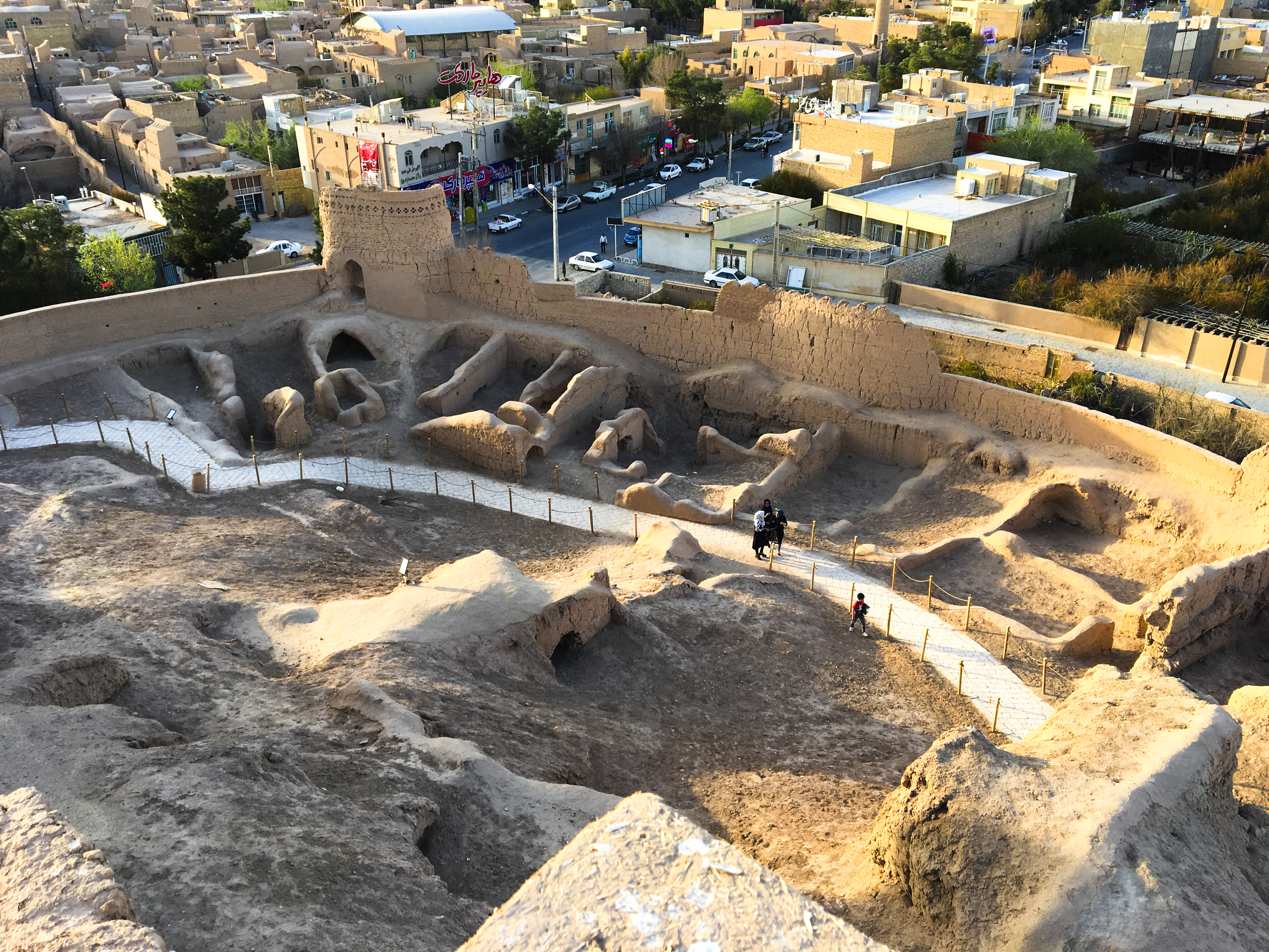
نارین قلعه شهر میبد - تصویری از بالای قلعه به سمت پایین و ضلع غربی
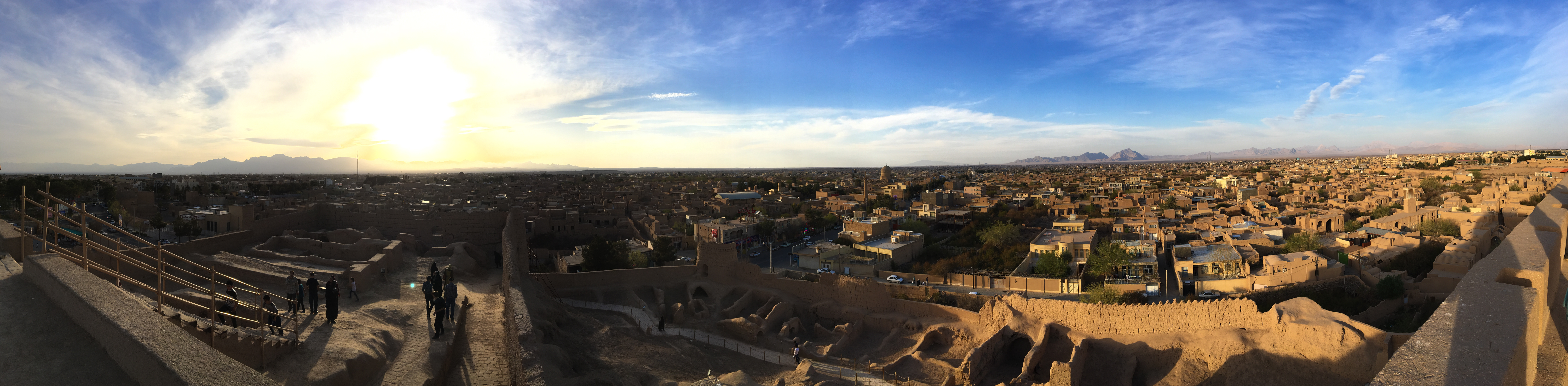
نارین قلعه شهر میبد - تصویر پاناروما از قلعه و شهر زیبای میبد به همراه غروب زیبای آفتاب